# (24940) Sankichiyama
(24940) Sankichiyama est un astéroïde de la ceinture principale.

## Description
(24940) Sankichiyama est un astéroïde de la ceinture principale. Il fut découvert le 1er mai 1997 à Nanyo par Tomimaru Okuni. Il présente une orbite caractérisée par un demi-grand axe de 2,53 UA, une excentricité de 0,15 et une inclinaison de 11,9° par rapport à l'écliptique.

## Compléments